# Sagay (Camiguin)
Sagay è una municipalità di quinta classe delle Filippine, situata nella provincia di Camiguin, nella regione del Mindanao Settentrionale.
Sagay è formata da 9 baranggay:
- Alangilan
- Bacnit
- Balite
- Bonbon
- Bugang
- Cuna
- Manuyog
- Mayana
- Poblacion